# Titularbistum Agathonice
Agathonice (ital.: Agatonice) ist ein Titularbistum der römisch-katholischen Kirche.
Es geht zurück auf einen untergegangenen Bischofssitz, der in der römischen Provinz Thracia lag und der der Kirchenprovinz Philippopolis zugeordnet war.
| Titularbischöfe von Agathonice |                              |                                                                       |                   |                  |
| Nr.                            | Name                         | Amt                                                                   | von               | bis              |
| 1                              | Ferdinandus Oesterhoff OCist | Weihbischof in Münster (Deutschland)                                  | 20. Dezember 1723 | 22. Oktober 1748 |
| 2                              | John Baptist Lamy            | Apostolischer Vikar von New Mexico (USA)                              | 23. Juli 1850     | 29. Juli 1853    |
| 3                              | Pasquale Pagnucci OFMCap     | Apostolischer Vikar von Scen-Si (Chinesisches Kaiserreich)            | 15. April 1867    | 29. Januar 1901  |
| 4                              | William Brasseur CICM        | Apostolischer Vikar von Mountain Provinces (Montagnosa) (Philippinen) | 10. Juni 1948     | 1. Februar 1993  |